# ميشيل فيريس
ميشيل فيريس (بالإنجليزية: Michelle Ferris) مواليد 24 سبتمبر 1976 في أستراليا، هي متسابقة أسترالية. شاركت في دورة الألعاب الأولمبية الصيفية وفازت بميدالية أولمبية.

## الميداليات
| الميدالية | المسابقة                               |
| --------- | -------------------------------------- |
| فضية      | الألعاب الأولمبية الصيفية 1996         |
| فضية      | الألعاب الأولمبية الصيفية 2000         |
| فضية      | بطولة العالم للدراجات على المضمار 1997 |
| برونزية   | بطولة العالم للدراجات على المضمار 1995 |
| برونزية   | بطولة العالم للدراجات على المضمار 1996 |
| برونزية   | بطولة العالم للدراجات على المضمار 1998 |

## روابط خارجية
- ميشيل فيريس على موقع أرشيف الدراجات (الإنجليزية)
- ميشيل فيريس على موقع أوليمبيديا (الإنجليزية)
- ميشيل فيريس على موقع اللجنة الأولمبية الأسترالية (الإنجليزية)